# Džon Konor
Džon Konor (engl. John Connor) je izmišljeni lik i jedan od glavnih protagonista u naučnofantastičnoj franšizi Terminator. U fiktivnoj post-apokaliptičnoj budućnosti koja se prvi put spominje u filmu Terminator, moćne, inteligentne mašine odlučuju da istrebe čovečanstvo, a Džon Konor je vođa ljudskog pokreta otpora poznatog kao Tech-Com. Vođa mašina, superkompjuter Skajnet (Skynet), vidi Džona Konora kao ključnu tačku pobune i smatra da bi njegovo uništenje bilo i kraj otpora. Nakon uzastopnih neuspeha u pokušajima da ubije Džona tokom rata, Skajnet odlučuje da upotrebi napravu pomoću koje kroz vreme šalje kiborg ubice zvane Terminatori  u različite delove Džonove prošlosti kako bi ga eliminisao pre nego što rat uopšte i počne.
Džon Konor se spominje u prvom filmu iz 1984. gde je primarna meta zapravo njegova majka — Sara Konor. U drugom delu filma, Terminator 2: Sudnji dan iz 1991, Džon Konor je prikazan kao dečak koga igra Edvard Furlong (Edvard Furlong), u TV seriji Terminator: The Sarah Connor Chronicles iz 2008. kao tinejdžer koga igra Tomas Deker (Thomas Dekker), zatim kao mladić koga igra Nik Stal (Nick Stahl) u filmu Terminator 3: Pobuna mašina iz 2003, kao odrastao čovek u filmu Terminator: Spasenje iz 2009. u kome ga igra Kristijan Bejl (Christian Bale), u filmu Terminator: Genesis iz 2015. igra ga Džejson Klark i na kraju, u filmu Terminator: Mračna sudbina iz 2019. godine, Džon Konor se kao dečak pojavljuje na početku filma, gde Džud Koli služi kao dubler, a lice Edvarda Furlonga se primenjuje kroz CGI.

## Spoljašnje veze
- Архивирано на веб-сајту  (19. јануар 2009) na IMDb (језик: енглески)